# 1931-es magyar teniszbajnokság
Az 1931-es magyar teniszbajnokság a harmincharmadik magyar bajnokság volt. A férfi egyes és páros bajnokságot június 16. és július 9. között a BBTE pályáján, a női egyes és páros bajnokságot június 9. és 16. között az FTC pályáján, a vegyes páros bajnokságot június 30. és július 7. között a BSE pályáján rendezték meg Budapesten.

## Eredmények
| Versenyszám  | Arany                                                             | Arany | Ezüst                                                        | Ezüst | Bronz                                                                                 | Bronz |
| ------------ | ----------------------------------------------------------------- | ----- | ------------------------------------------------------------ | ----- | ------------------------------------------------------------------------------------- | ----- |
| Férfi egyéni | Kehrling Béla MAC                                                 |       | Bánó Lehel BBTE                                              |       | Gabrovitz Emil MACKrepuska Tibor MAC                                                  |       |
| Női egyéni   | Baumgarten Magda Újpesti TE                                       |       | Wienerné Soós Jolán Ferencvárosi TC                          |       | Brandenburg Ottóné BLKEdr. Schréder Lászlóné BLKE                                     |       |
| Férfi páros  | Gabrovitz Emil, gróf Zichy Imre MAC                               |       | Kirchmayr Kálmán, Krepuska Tibor MAC                         |       | Leiner Pál, Rónai János Újpesti TE, Mátyásföldi LTCdr. Jacobi Roland, Bánó Lehel BBTE |       |
| Női páros    | Baumgarten Magda, Wienerné Soós Jolán Újpesti TE, Ferencvárosi TC |       | dr. Schréder Lászlóné, Brandenburg Ottóné BLKE               |       | Bozsik Istvánné, Demkó Eszter BSETihanyi Lászlóné, Ritscher Istvánné Ferencvárosi TC  |       |
| Vegyes páros | Gabrovitz Emil, Göncz Lajosné MAC                                 |       | dr. Jacobi Roland, Wienerné Soós Jolán BBTE, Ferencvárosi TC |       | gróf Zichy Imre, Sárkány Lili MACBánó Lehel, Demkó Eszter BBTE, BSE                   |       |